# Maisie Williams

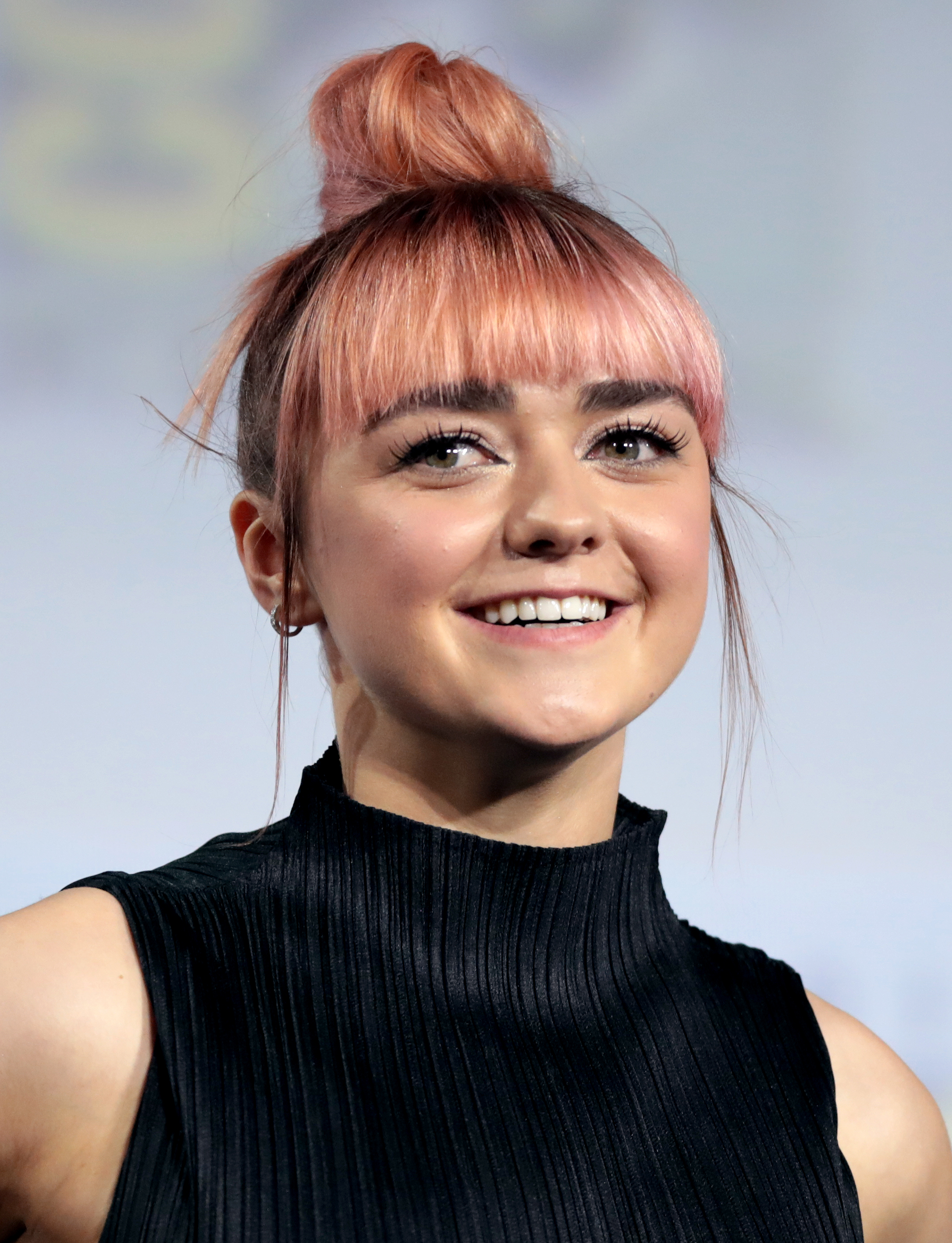
Maisie Williams (2019)

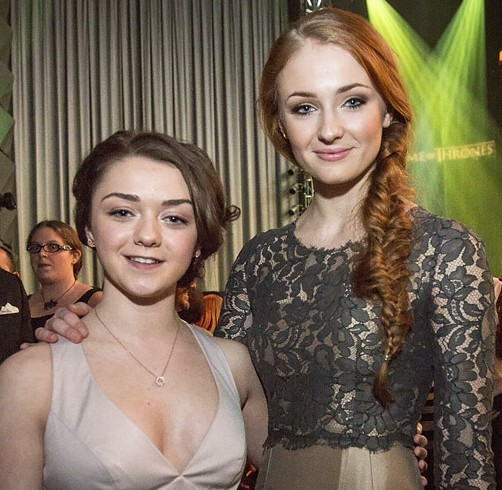
Maisie Williams und Sophie Turner (2013)

Maisie Williams  (* 15. April 1997 in Bristol, England, eigentlich Margaret Constance Williams) ist eine britische Schauspielerin, bekannt durch ihre Rolle als Arya Stark in der Fernsehserie Game of Thrones.

## Leben
Williams wuchs in Somerset auf und besuchte die Norton Hill School in Midsomer Norton. Seitdem studiert sie Tanz an der Susan Hill School of Dancing. 2010 war sie im Casting für den britischen Film Eine zauberhafte Nanny – Knall auf Fall in ein neues Abenteuer unter den letzten zwei Kandidaten, erhielt die Rolle aber nicht. Bekannt wurde sie durch ihre erste Rolle als Arya Stark, die jüngste Tochter des Lords von Winterfell in der HBO-Fantasyserie Game of Thrones, die auf den Romanen Das Lied von Eis und Feuer von George R. R. Martin basiert. Für diese Rolle erhielt sie mehrere Nominierungen, darunter für den Emmy (beste Nebendarstellerin in einer Dramaserie), den Screen Actors Guild Award (sechsmal in der Kategorie Bestes Schauspielensemble in einer Dramaserie), den SFX-Award (beste Schauspielerin) und den Young Artist Award (beste Nebendarstellerin einer Fernsehserie). 2015 gewann sie den auf der Berlinale verliehenen Shooting Star sowie den Saturn Award als beste TV-Nachwuchsschauspielerin.
Ihre deutsche Synchronisation stammt überwiegend von Paulina Rümmelein.

## Filmografie
- 2011–2019: Game of Thrones (Fernsehserie, 59 Episoden)
- 2012: The Olympic Ticket Scalper (Kurzfilm)
- 2012: The Secret of Crickley Hall (Miniserie, 3 Episoden)
- 2013: Up on the Roof (Kurzfilm)
- 2013: Heatstroke – Ein höllischer Trip (Heatstroke)
- 2014: Gold
- 2014: Robot Chicken (Fernsehserie, 2 Episoden, Stimme)
- 2014: The Falling
- 2015: Cyberbully (Fernsehfilm)
- 2015: Seafret: Oceans (Kurzfilm)
- 2015: The Vamps: Rest Your Love (Musikvideo)
- 2015: Doctor Who (Fernsehserie, 4 Episoden)
- 2016: Rendezvous mit dem Leben (The Book of Love)
- 2016: Regardez (Kurzfilm)
- 2017: iBoy
- 2017: Mary Shelley
- 2018: Early Man – Steinzeit bereit (Early Man, Stimme)
- 2018: Stealing Silver (Kurzfilm)
- 2018: Corvidae (Kurzfilm)
- 2018: Then Came You
- 2018: I and You
- 2019: Freya Ridings: You Mean the World to Me (Kurzfilm)
- 2019–2021: Gen: Lock (Fernsehserie, 15 Episoden, Stimme)
- 2020: Madeon: Miracle (Kurzfilm)
- 2020: The New Mutants
- 2020: Two Weeks to Live (Fernsehserie, 6 Episoden)
- 2020: The Owners
- 2022: Pistol (Mini-Serie, 6 Episoden)
- 2024: The New Look (Fernsehserie, 10 Episoden)
- 2024: The Luckiest Man in America

## Auszeichnungen und Nominierungen
Primetime Emmy Award
- 2016: Nominierung als „Beste Nebendarstellerin in einer Dramaserie“ für Game of Thrones

Saturn Award
- 2015: Auszeichnung als „Beste TV-Nachwuchsschauspielerin“ für Game of Thrones
- 2016: Nominierung als „Beste TV-Nachwuchsschauspielerin“ für Game of Thrones

Screen Actors Guild Award
- 2012: Nominierung als „Bestes Schauspielensemble in einer Dramaserie“ für Game of Thrones
- 2014: Nominierung als „Bestes Schauspielensemble in einer Dramaserie“ für Game of Thrones
- 2015: Nominierung als „Bestes Schauspielensemble in einer Dramaserie“ für Game of Thrones
- 2016: Nominierung als „Bestes Schauspielensemble in einer Dramaserie“ für Game of Thrones
- 2017: Nominierung als „Bestes Schauspielensemble in einer Dramaserie“ für Game of Thrones
- 2018: Nominierung als „Bestes Schauspielensemble in einer Dramaserie“ für Game of Thrones